# 昂特尔德
昂特尔德（法語：Entre-Deux，法語發音：[ɑ̃tʁə dø]，意为“两个之间”）是法国海外省留尼汪的一个市镇，属于圣皮埃尔区。

## 地理
昂特尔德（21°14'56"S, 55°28'13"E）面积66.83 平方千米，位于法国海外省留尼汪。
与昂特尔德接壤的市镇（或旧市镇、城区）包括：锡拉奥斯、圣伯努瓦、圣路易、圣皮埃尔、勒唐蓬。
昂特尔德的时区为UTC+04:00。

## 行政
昂特尔德的邮政编码为97414，INSEE市镇编码为97403。

## 政治
昂特尔德所属的省级选区为圣路易第二县。

## 人口

1962-2008年间昂特尔德人口变化图示

昂特尔德于2022年1月1日时的人口数量为7115人。